# 吴海燕
吴海燕（1958年—），女，汉族，上海人，中国染织与服装设计专家，曾任中国美术学院设计学院院长，第十一届全国政协委员。

## 生平
1984年毕业于浙江美术学院工艺系。2001年，获得第5屆中國時裝設計「金頂獎」。
2008年，当选第十一届全国政协委员，代表中华全国妇女联合会，分入第十九组。